# آرثر هوغ (عالم فلك)
آرثر هوغ (بالإنجليزية: Arthur Hoag)‏ هو عالم فلك أمريكي، ولد في 28 يناير 1921 في آن آربر في الولايات المتحدة، وتوفي في 17 يوليو 1999 في توسان في الولايات المتحدة.